# هفار

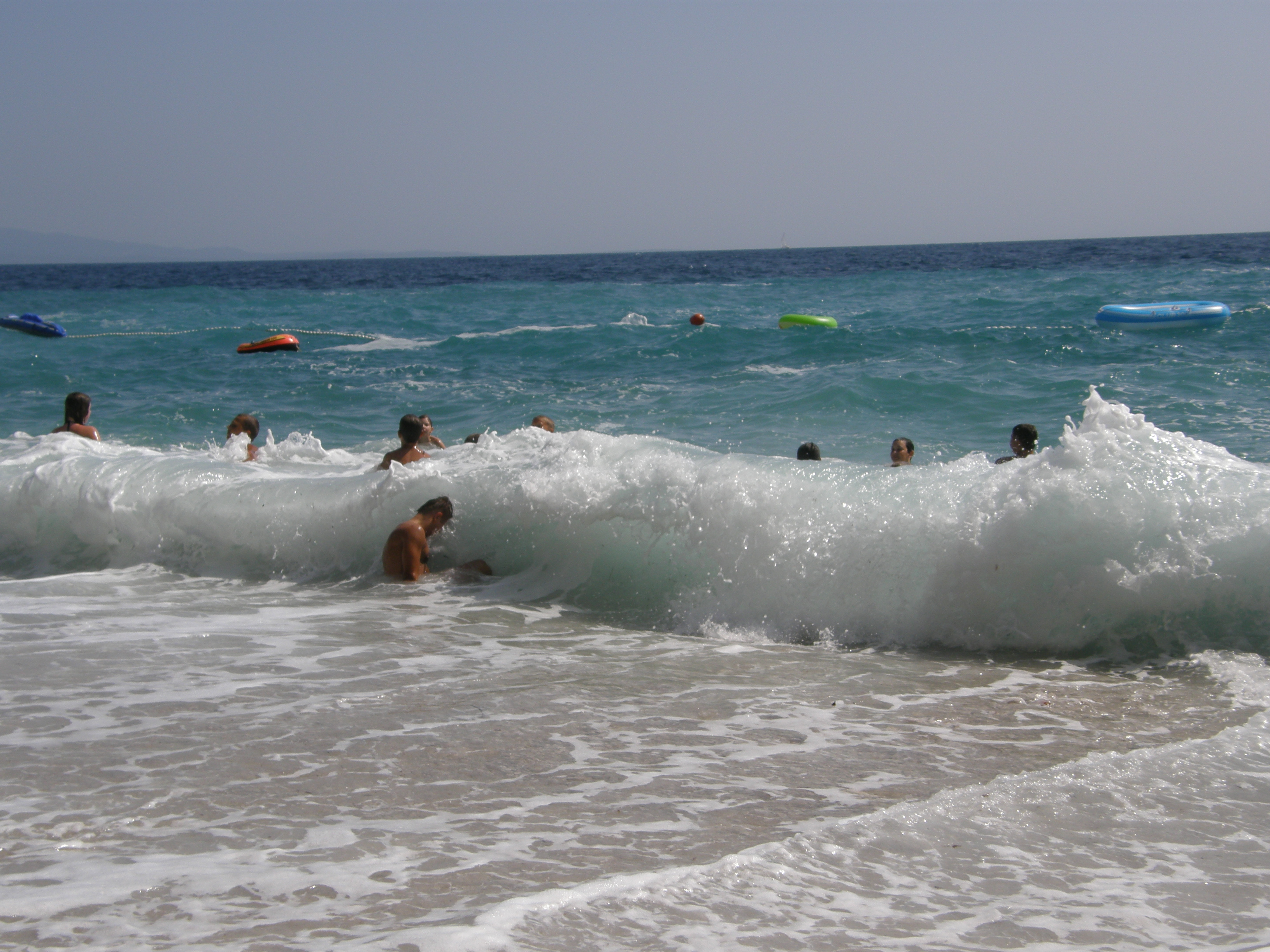
شاطئ Jagodna بين قريتي Ivan Dolac و Sveta Nedilja

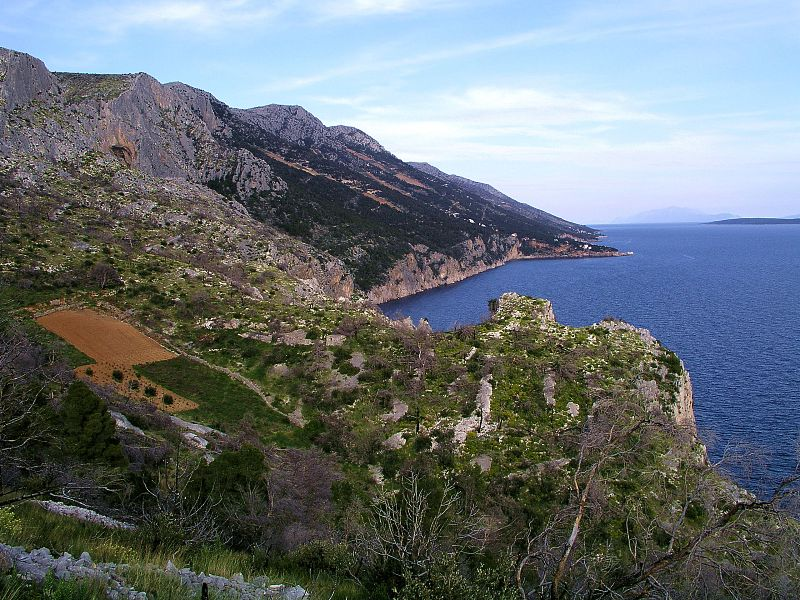
الساحل الجنوبي لهفار بالقرب من سفيتا نجيلجا

هفار ( تلفظ [xv̞âːr] ؛ لهجة Chakavian المحلية : Hvor أو For ، (باليونانية: Pharos, Φάρος)‏ ، (باللاتينية: Pharia)‏ ، (بالإيطالية: Lesina)‏ ) هي جزيرة كرواتية في البحر الأدرياتيكي ، وتقع قبالة الساحلالدلماسي ، وتقع بين جزيرتي براك فيس و كورتشولا. ما يقرب من 68 كيلومتر (42.25 ميل) طويلها،  مع سلسلة عالية من التلال الشرقية والغربية من الحجر الجيري والدولوميت من حقبة الحياة الوسطى، تعد جزيرة هفار غير عادية في المنطقة لوجود سهل ساحلي خصب كبير وينابيع المياه العذبة فيها. سفوح التلال مغطاة بغابات الصنوبر، مع كروم العنب وبساتين الزيتون وبساتين الفاكهة وحقول الخزامى في المناطق الزراعية. يتميز المناخ بشتاء معتدل وصيف دافئ مع ساعات طويلة من أشعة الشمس. يبلغ عدد سكان الجزيرة نحو 11103 ، مما يجعلها رابع أكبر الجزر الكرواتية من حيث عدد السكان.